# 理查茲灣機場
理查茲灣機場（英語：Richards Bay Airport）是一個位於南非理查茲灣的機場。

## 定期航班
- 南非航空
  - 南非航空快運（約翰內斯堡）

## 外部連結
- Aerial photograph on Google Maps